# Lloyd Cushenberry
Lloyd Cushenberry III (* 22. November 1997 in Carville, Louisiana) ist ein US-amerikanischer American-Football-Spieler auf der Position des Centers. Er steht aktuell bei den Tennessee Titans in der National Football League (NFL) unter Vertrag. Zuvor spielte Cushenberry vier Jahre lang für die Denver Broncos.

## Frühe Jahre
Cushenberry ging in Geismar, Louisiana, auf die Highschool. Zwischen 2016 und 2019 besuchte er die Louisiana State University. In seinem letzten Jahr erreichte er mit dem Collegefootballteam das Collegefootball National Championship Game, welches mit 42:25 gegen die Clemson University gewonnen wurde. Außerdem wurde er in das First-Team All-SEC gewählt.

## NFL
Cushenberry wurde im NFL-Draft 2020 in der dritten Runde an 83. Stelle von den Denver Broncos ausgewählt. In seiner ersten Saison absolvierte er alle 16 Spiele als Starter für die Broncos. Im darauffolgenden Jahr verpasste er nur ein Spiel. In der Saison 2022 wurde er am 8. November wegen einer Leistenzerrung auf die Injured Reserve List gesetzt.
Im März 2024 unterschrieb Cushenberry einen Vierjahresvertrag im Wert von 50 Millionen US-Dollar bei den Tennessee Titans.